# Schriftstudien
Die Schriftstudien (engl.: Studies in the Scriptures) sind eine von der Bibelforscherbewegung herausgegebene religiöse Schriftenreihe, zunächst (bis 1904) unter dem Titel Millennium-Tages Anbruch, englisch: Millennial Dawn. Autor der ersten sechs Bände war der Bibelforscher Charles Taze Russell. Die Serie versuchte, den Inhalt der Bibel anhand thematischer Kapitel (= „Studien“) darzustellen.

## Gliederung
- Band 1: Der Plan der Zeitalter (später: Der göttliche Plan der Zeitalter) – veröffentlicht 1886
- Band 2: Die Zeit ist herbeigekommen – veröffentlicht 1889
- Band 3: Dein Königreich komme – veröffentlicht 1891
- Band 4: Der Tag der Rache (später: Der Krieg von Harmagedon) – veröffentlicht 1897
- Band 5: Die Versöhnung des Menschen mit Gott – veröffentlicht 1899
- Band 6: Die Neue Schöpfung – veröffentlicht 1904
- Band 7: Das vollendete Geheimnis – veröffentlicht 1917, zum Teil aus dem Nachlass von Charles Taze Russell.

## Auflagen
Die Bände der Schriftstudien erschienen in mehreren Auflagen, z. T. auch in verschiedenen Übersetzungen aus dem Englischen ins Deutsche. Von Band 1 wurden mehrere Millionen Exemplare verbreitet, von den Bänden 2 und 3 jeweils etwa eine Million.
Es erschienen manchmal veränderte Auflagen. Von Band 2, der ausführlich über 1914 spricht, gab es drei unterschiedliche Ausgaben: (a) Eine Vorkriegsausgabe, (b) eine Nachkriegsausgabe und (c) den letzten Nachdruck von 1926. Ein konkretes Beispiel:
(a) auf S. 214: „so wird der Jude doch nicht vor 1914 in die volle Gnadenstellung zurückgelangt sein.“
(b) auf S. 210: „so wird der Jude aber erst nach 1918 in die volle Gnadenstellung zurückgelangt sein.“
(c) auf S. 212: „so wird der Jude aber erst nach 1915 in die volle Gnadenstellung zurückgelangt sein.“
Anhand dieses Beispiels kann jedes Exemplar zugeordnet werden. Wie hier ersichtlich, verschieben sich auch die Seiten. Ein Zitat aus einem dieser Bände lässt sich in einer anderen Ausgabe daher nicht leicht auffinden. Deshalb geben manche Historiker beim Zitieren aus den Schriftstudien als Beleg nicht nur die betreffende Seite an, sondern auch die „Studie“ sowie jene Seite, auf der diese Studie beginnt.
Bei Band 3 kann Russells Auswertung von Längenmaßen der Cheopspyramide in Ägypten als Unterscheidungsmerkmal dienen. Er deutete die Länge eines bestimmten Ganges im Inneren dieser Pyramide zeitlich: Die 3416 Zoll stehen für Jahre; ausgehend vom Jahr 1542 v. Chr. kam Russell damit auf das Jahr 1874 n. Chr. als Beginn der Zeit der „großen Drangsal“. In den nach 1914 überarbeiteten deutschen Ausgaben wurde das geändert: 1874 begann bloß die Ernte, dagegen begann die Zeit der Drangsal erst 1914/15. Und die Länge des erwähnten Ganges wurde nun mit 3457 Zoll angegeben, also um 41 Zoll mehr. Der Text blieb ansonsten unverändert, auch der Hinweis auf Russells Informationsquelle wurde gleichlautend formuliert; Russell stützte sich auf die pyramidologischen Spekulationen des schottischen Astronomen Charles Piazzi Smyth (1819–1900).

## Wichtigkeit ihrer Lektüre
In einem Wachtturm-Artikel widmete sich Russell der Frage: „Ist das Lesen der ‚Schrift-Studien’ Bibelforschung?“ Die Bibelforscher verbreiteten ihre Publikationen in Ländern, die bereits christlich waren. Da Russell meinte, dass Gott ihnen „jetzt in dieser besonderen Zeit“, „am Ende dieses Zeitalters“, wesentlich neue Einsichten geschenkt habe, wollten er und seine Anhänger diese Einsichten bekannt machen.
Jetzt werde „der Schleier hinweggenommen“, sodass die Bibelforscher „die wahre Bedeutung des Wortes Gottes sehen“. Das von Russell entworfene theologische System sei „wundervoller als alle anderen theologischen Systeme zusammen – tausendmal wundervoller“. Nicht aufgrund einer besonderen Befähigung seinerseits, sondern weil nun „des Herrn bestimmte Zeit gekommen“ sei und Gott „zum richtigen Verständnis geführt“ habe. Russell meinte, die sechs Bände Schriftstudien seien „praktisch die Bibel selbst“, eben eine thematisch angeordnete Bibel. Russell musste beobachten, wie wichtig es war, dass sich Christen mit seinen Schriftstudien beschäftigen:
wir finden nicht nur, daß die Leute den Göttlichen Plan nicht sehen können, wenn sie die Bibel allein studieren, sondern wir sehen auch, daß, wenn jemand die Schrift-Studien beiseite legt, nachdem er sie gebraucht hat, nachdem er wohl bekannt mit ihnen geworden ist, nachdem er sie zehn Jahre gelesen hat – wenn er sie dann beiseite legt, und sie ignoriert und zur Bibel allein geht, obwohl er seine Bibel zehn Jahre lang verstanden hat, unsere Erfahrung zeigt, daß er binnen zwei Jahren in die Finsternis geht. Auf der anderen Seite, wenn er nur die Schrift-Studien mit ihren Hinweisen gelesen hätte, und hätte nicht eine Seite der Bibel als solche gelesen, so würde er am Ende der zwei Jahre im Licht sein, das Licht der Heiligen Schrift besitzen.
Diese Sätze erwecken den Anschein, als wäre es wichtiger gewesen, die Schriftstudien zu lesen als die Bibel. Denn auch wenn in den Schriftstudien immer wieder aus der Bibel zitiert wird, so sind Auswahl, Zusammenstellung und Auslegung von Bibelversen doch das Werk Russells und nicht einfach eine Wiedergabe des Bibeltextes. Andererseits erinnerte Russell seine Leser: „Laßt uns nie vergessen, daß die Bibel unser Maßstab ist, und daß, wie Gott-gegeben unsere Hilfsmittel auch sein mögen, sie doch nur ‚Hilfsmittel‘ und kein Ersatz für die Bibel sind“, und: „Unsere Schriften betrachten wir weder als unfehlbar noch als der Heiligen Schrift gleichrangig.“

## Gottes Regieren ab 1914
Russell meinte, Gottes Plan auch in zeitlicher Hinsicht erkannt zu haben. Der wichtigste Zeitpunkt dabei war das Jahr 1914. Am konkretesten wurde er dazu in Studie 4 von Band 2 seiner Schriftstudien, überschrieben mit Die Zeiten der Heiden, oder Nationen. Russells Ankündigung umfasste Folgendes:
- 1874 Beginn der unsichtbaren Gegenwart von Jesus Christus und der Anfang des Millenniums, an dessen der Zeitraum von „40-Jahr-Tag-Unruhen“ steht, d. h. die sog. „große Drangsal“ (1874–1914).[12]
- Die Herrschaft unvollkommener Menschen gehe spätestens 1914 zu Ende (die bürgerlichen und kirchlichen Gewalten seien dann zermalmt).
- Ab Oktober 1914 werde Gottes Königreich weltweit und voll herrschen.
- Ab 1914 werde Jerusalem nicht mehr „von den Heiden zertreten“.

Russell hatte auf das „Vergehen der Reiche dieser Welt“ hingewiesen, ohne dass er den Gläubigen dabei eine aktiv handelnde Rolle zuschrieb. Er glaubte, dass die angesammelten Spannungen politischer Art in seiner Lebensphase nur in einem „Ende mit Schrecken“ zum Ausdruck kommen könnten. So sah er die Endzeit bereits 1799 beginnend und verwies dabei – ähnlich wie etwa Ellen G. White von den Adventisten – besonders auf Napoléon Bonaparte.

## Das vollendete Geheimnis
Nach Russells Tod wurde am 17. Juli 1917 ein siebter Band mit dem Titel Das vollendete Geheimnis veröffentlicht, der als Ein hinterlassenes Werk von Pastor Russell. Sein letztes Vermächtnis dem treuen Israel Gottes (Matth. 20:9) bezeichnet wurde. Der Band enthielt detaillierte Auslegungen der Bibelbücher Offenbarung, Hesekiel und Hohelied Salomos.
Gleich nach der Veröffentlichung entstand innerhalb der Wachtturm-Gesellschaft eine Kontroverse sowohl um die Veröffentlichung als auch über den Inhalt des 7. Bandes. Es stellte sich heraus, dass er größtenteils von zwei Mitarbeitern Russells, Clayton J. Woodworth und George H. Fisher, geschrieben und von Russells Nachfolger Joseph Franklin Rutherford zusammengestellt worden war. Diejenigen, die nicht mit der Veröffentlichung des Buches und mit Rutherfords Vorgehensweise einverstanden waren, trennten sich von der Wachtturm-Gesellschaft und gründeten das Pastoral Bible Institute mit einer eigenen Zeitschrift The Herald of Christ’s Kingdom. Es war das größte Schisma in der Geschichte der Bibelforscherbewegung.
Am 6. April 1917 traten die Vereinigten Staaten in den Konflikt des Ersten Weltkrieges ein. Der Inhalt des 7. Bandes wurde als „aufrührerisch“ eingestuft und vom Geheimdienst der US-Armee beschlagnahmt. Aus dem gleichen Grund wurde am 12. Februar 1918 die Wachtturmgesellschaft in Kanada verboten. Am 14. März 1918 erklärte das Justizministerium der Vereinigten Staaten die Veröffentlichung des Buches Das vollendete Geheimnis zu einem „Verstoß gegen das Spionagegesetz“. Am 7. Mai 1918 erhob das Bezirksgericht Haftbefehl gegen Joseph Rutherford und mehrere führende Mitglieder mit der Begründung „Einmischung in die Kriegsanstrengungen der Vereinigten Staaten durch Veröffentlichung und Verbreitung des Buches in den Vereinigten Staaten in großen Mengen“. Der Krieg endete am 11. November 1918, und am 25. März 1919 wurden Rutherford und seine Mitarbeiter gegen Kaution wieder freigelassen. Später wurden sie rehabilitiert und das Verbot des 7. Bandes wurde aufgehoben.

## Kritiker
Der Kirchenhistoriker Friedrich Loofs (1858–1928) kritisierte die nachträgliche Abänderung der Vorhersage für 1914: Für dieses Jahr hatte Russell den „Abschluss der Drangsalszeit“ vorhergesagt, nun aber habe 1914 angeblich bloß „die Zeit der Nationen“ geendet und die allgemeine Auflösung begonnen.

„Derartige nachträgliche Verbesserungen der End-Erwartungen haben sich bei allen Sekten gezeigt, die mit der baldigen Wiederkunft Christi rechneten.“

Loofs kritisierte auch die Ansicht, dass die Nationalstaaten satanischen Ursprungs seien, und verwies darauf, dass auch die in deutscher Sprache erscheinenden Publikationen der Wachtturmgesellschaft amerikanisch dominiert seien. Gleichzeitig attestierte er Russell aber lautere Absichten und nahm ihn gegen den Vorwurf der Geschäftemacherei in Schutz.
Der evangelische Pfarrer Paul Scheurlen verfasste 1923 eine mehrmals aufgelegte Sektenkunde, in der er Russells Zukunftsberechnungen kritisierte, die seines Erachtens „ungeistliche Neugierde“ befriedige.

## Publikation und Rezeption
Die Schriftstudien Russells sind vom Verlag der Zeugen Jehovas (Wachtturmgesellschaft) letztmals 1926 neu aufgelegt worden. Mit dem Aufkommen des immensen Schrifttums von Joseph Franklin Rutherford traten sie in den Hintergrund. Lediglich die Ernsten Bibelforscher mit ihrem Verlag „Tagesanbruch Bibelstudien-Vereinigung“ haben die Schriftstudien seither weitgehend neu aufgelegt.
Maßgeblich von Charles Taze Russell und seinen Schriftstudien beeinflusst erwies sich der altkatholische Pfarrer Walter Küppers.

## Einzelbelege
1. ↑  So z. B. Band 1: 1888, nach 1894 neu übersetzt; Band 7: 1919, und 1922 neu übersetzt.
2. ↑  Dargelegt von Stuhlhofer: Russell, S. 39 f. – Auch Dietrich Hellmund: Geschichte der Zeugen Jehovas (in der Zeit von 1870 bis 1920), Hamburg 1971 (ohne Seitenzählung) unterscheidet drei verschiedene Ausgaben.
3. ↑   Dadurch kann ein Leser, der eine andere Ausgabe vorliegen hat, ein bestimmtes Zitat dennoch rasch finden. So erläutert bei Stuhlhofer: Russell, S. 51.
4. ↑  Bd. 3 der Schriftstudien, in den deutschen Ausgaben von 1898, 1913 und 1914 auf S. 327 (in Studie 10, die auf S. 301 beginnt).
5. ↑  Bd. 3, in den Ausgaben von 1919, 1923 und 1926 auf S. 316 f.; in der von der Tagesanbruch Bibelstudien-Vereinigung nachgedruckten Ausgabe auf S. 330. – Zitate zusammengestellt bei Stuhlhofer: Russell, S. 42–45: „Pyramide im Wachsen?“
6. ↑  Martin Gardner: Fads and Fallacies in the Name of Science. Dover Publications, New York 1957, S. 181.
7. ↑  Wachtturm 1910, S. 218 f. (die Jahrgänge wurden durchlaufend paginiert). Daraus die folgenden Zitate. (Diese Sätze wurden auch im Wachtturm 1957, S. 542 f. wiedergegeben.)
8. ↑  Siehe dazu Stuhlhofer: Russell, S. 46–49 („Bibelforscher oder Russellforscher?“) und S. 54–62 („Sah sich Russell selbst als Prophet?“).
9. ↑  Zion’s Watch Tower, 1909, S. 371.
10. ↑  Zion’s Watch Tower, 15. Dec. 1896.
11. ↑  Genauere Belege bei Stuhlhofer: Russell, S. 63–77.
12. ↑  Schriftstudien, Bd. 2, Studie 6; Schriftstudien, Bd. 3, Studie 10 (in der Ausgabe von 1913 auf S. 327; diese Studie beginnt darin auf S. 303).
13. ↑  Das vollendete Geheimnis, Wachtturm-Gesellschaft 1917, 2. Innenblatt und S. 4.
14. ↑   Jehovas Zeugen – Verkündiger des Königreiches Gottes, S. 66–68.
15. ↑  Jehovas Zeugen – Verkündiger des Königreiches Gottes, S. 647–648.
16. ↑  Jehovas Zeugen – Verkündiger des Königreiches Gottes, S. 650–651.
17. ↑  Friedrich Loofs: Die Internationale Vereinigung ernster Bibelforscher, Leipzig 1921; zuvor kürzer in: Deutsch-Evangelisch 9 (1918), S. 190 f.
18. ↑  Paul Scheurlen: Die Sekten der Gegenwart. Quell-Verlag der Ev. Gesellschaft, Stuttgart 1923, 3. Aufl., S. 24–44, dort S. 42.
19. ↑  Die Schriftstudien, alle 6 Bände online abrufbar, Tagesanbruch Bibelstudien-Vereinigung